# Соловйов Олександр Іванович (актор)
Соловйов Олександр Іванович (19 серпня 1952, Сулак, Дагестанська АРСР, СРСР — 1 січня 2000, Москва, Росія) — радянський і російський актор та кінорежисер.

## Життєпис
Народився в родині вчителя.
Закінчив Державний інститут театрального мистецтва в Москві (1973, майстерня Андрія Гончарова). Навчався на одному курсі з Ігорем Костолевським і Олександром Фатюшиним.
Після закінчення інституту був запрошений Гончаровим в Московський академічний театр імені Володимира Маяковського, але через рік молодий актор перейшов в Центральний дитячий театр, де служив до 1986 року.
З 1989 року — актор Театру «Одеон» під керівництвом Є. В. Радомисленського.
Популярність акторові принесли ролі у фільмах «За даними карного розшуку...» (1979), «Адам одружується на Єві» (1980), «Дами запрошують кавалерів» (1980), «Зелений фургон» (1983), «Дитина до листопада» (1992) та ін.
У 1991 році спробував свої сили в якості кінорежисера — поставив кримінальну трагікомедію «По Таганці ходять танки».
Був тричі одружений. Подружжям Соловйова були відомі актриси Людмила Соловйова, Людмила Гнилова та Ірина Печерникова.

## Фільмографія
- «Місто першого кохання» (1970)
- «Наречена з півночі» (1975, друг Артака)
- «Таке коротке довге життя» (1975, Жаворонков)
- «Сонце, знову сонце» (1976, епізод)
- «Люся» (1977, Юра Лагунін)
- «Час вибрав нас» (1976—1978, Кузьма)
- «Москва. Чисті ставки» (1978, фільм-спектакль; Гена)
- «Ковзани. Спогади про школу» (1979, фільм-спектакль; Вася Петров)
- «За даними карного розшуку...» (1979, Сергій Бєлов, співробітник МУРу)
- «Сьогодні та завтра» (1979, Павло Бажутін)
- «Адам одружується на Єві» (1980, Адам, автослюсар, лівий крайній футбольної команди першої ліги)
- «Ліс» (1980, Петро)
- «Дами запрошують кавалерів» (1980, Сергій, блондин з ретро-автомобіля)
- «Буйний Терек» (1981, Миронов)
- «Було у батька три сини» (1981, Кирило)
- «На Гранатових островах» (1981, Едвард Морр)
- «Місце під сонцем» (1982, к/м)
- «Слідство ведуть ЗнаТоКі». Справа № 17 «Він десь тут» (1982, Артамонов)
- «До своїх!..» (1983, Валера Іванов)
- «Борис Годунов»/ Boris Godunov (1986, Григорій Отреп'єв, Лжедмитрій I; СРСР, Чехословаччина, НДР, Польща)
- «Шлях до себе» (1986, Олександр)
- «Клуб жінок» (1987, Андрій)
- «Розірване коло» (1987, Кльонов)
- «Випадок в аеропорту» (1987, Шник)
- «Білі ворони» (1988, Половняк)
- «Шакали» (1989, Погибко, сержант)
- «По Таганці ходять танки» (1991, Костянтин)
- «Ау! Пограбування поїзда» (1991, Жорич)
- «Арбітр» (1992, найманий вбивця на прізвисько «Арбітр»)
- «Я сама» (1993, Сека Нестеров) — остання роль в кіно

Знявся в українських стрічках:
- «Еквілібрист» (1976, Юрій Осташенко; Київська кіностудія ім. Довженка)
- «Зелений фургон» (1983, т/ф, 2 с, Красунчик, колишній футболіст, конокрад; Одеська кіностудія)
- «Раптовий викид» (1983, Сергій; Київська кіностудія ім. Довженка)
- «На вістрі меча» (1986, Сашко Ковальчук; Одеська кіностудія)
- «Дорога в пекло» (1988, 2 с, Арвіс; Київська кіностудія ім. Довженка)
- «Гу-га» (1989, Іванов; Одеська кіностудія)
- «І чорт з нами» (1991, Глотов; Одеська кіностудія)
- «Дитина до листопада» (1992, Володимир Петрович, лікар; Одеська кіностудія)
- «Гроза над Руссю» (1992)

Озвучування:
- «Новобранці йдуть на війну»/ Les Bidasses s'en vont en guerre (1974, Філ; Франція, Італія, ФРН)
- «Вам і не снилося…» (1980, Роман Лавочкин — роль Микити Михайловського)
- «Пропав Петя-півник» (1986, мультфільм)
- «Міссісіпі в вогні»/ Mississippi Burning (1988, США)
- «Сивий ведмідь» (1988, мультфільм)

## Пам'ять
- 2005 — (рос.)«Как уходили кумиры» (документальный телецикл): Александр Соловьев